# Лим (Англия)
Вижте пояснителната страница за други значения на Лим.
Лим (на английски: Lymm) е голямо село в Северна Англия, графство Чешър. Намира се на 20 km югозападно от центъра на Манчестър. Населението му е 12 819 души (по приблизителна оценка от юни 2017 г.).
В Лим е роден музикантът Анди Си (р. 1976).